# 1280 w literaturze
Wydarzenia literackie w 1280 roku.

## Zmarli
- Albert Wielki, święty Kościoła katolickiego, teolog